# Susan Panzer
Susan Panzer, née le 24 septembre 1976 à Berlin, est une coureuse cycliste professionnelle allemande.

## Palmarès sur piste

### Championnats d'Europe espoirs
- 1998
  -  Médaillée d'or de la vitesse individuelle espoirs
  -  Médaillée de bronze du 500 mètres espoirs

### Coupe du monde
- 2001
  - 3e du classement général de la vitesse individuelle
- 2002
  - 3e de la vitesse individuelle à Cali
- 2003
  - 1re de la vitesse par équipes à Le Cap (avec Katrin Meinke et Christina Becker)
  - 3e de la vitesse par équipes à Moscou (avec Katrin Meinke et Kathrin Freitag)
- 2004
  - 2e du Keirin à Manchester
  - 3e de la vitesse individuelle à Manchester
- 2004-2005
  - 1re du Keirin à Moscou
  - 2e du classement général du keirin
  - 3e du Keirin à Manchester

### Championnats d'Allemagne
- 1997
  - 2e de la vitesse individuelle
- 1998
  -  Championne d'Allemagne du 500 mètres
  - 2e du 500 mètres
- 2001
  -  Championne d'Allemagne du 500 mètres
  - 2e du 500 mètres
- 2002
  -  Championne d'Allemagne du 500 mètres